# Етничко чишћење Фоче
Етничко чишћење Фоче кампања је етничког чишћења цивилног муслиманског становништва општине Фоча од 1992. до 1994, у првом реду Бошњака, као главној мети ове кампање етничког чишћења.
Дана 7. априла 1992. почело је политичко и војно преузимање општине Фоча, првим војним акцијама у граду током рата у Босни и Херцеговини. Српске снаге, уз подршку артиљерије и тешког наоружања, почеле су заузимати дио по дио Фоче. Заузимање Фоче завршено је 16. или 17. априла 1992. Забиљежени су и многи случајеви нељудског понашања и силовања.
У разним пресудама, Хашки трибунал почињене на подручју бивше Југославије одлучио је да су та убиства представљала злочин против човјечности. У судској пресуди 1997. против Новислава Ђајића, Баварска комора одлучила је да су та убиства били чин геноцида. Процењује се да је 2.704 особа нестало или је ликвидирано током тог периода.
Тринаест џамија, укључујући и Алаџа џамију срушено је и око 22.500 муслимана је било присиљено напустити Фочу. У јануару 1994. власти су преименовале Фочу у Србиње.

## Систематска силовања
Бошњачке жене држане су у разним заточеничким центрима у којима су живјеле у нехигијенским условима и малтретиране на разне начине и вишеструко силоване. Српски војници или полицајци долазили би у те центре, бирали једну или више жена, изводили их и силовали. Све је то урађено на очиглед, уз потпуно знање и често уз директну укљученост српских локалних власти, посебно полиције. Начелник фочанске полиције Драган Гаговић лично је идентификован као један од мушкараца који су долазили у ове центре да изводе жене и силују их. У Фочи су постојали бројни логори за силовање. „Караманова кућа“ била је један од најозлоглашенијих логора за силовање. Жене које су држане у овој кући више пута су силоване. Међу женама које су држане у „Карамановој кући“ било је малолетница од 15 година.
Девојке и жене које је одабрао касније осуђени ратни злочинац Драгољуб Кунарац или његови људи, систематски су одвођени у војничку базу, кућу која се налази у улици Османа Ђикића број 16. Тамо су жене и девојке више пута су силоване. Српски војници су редовно одводили муслиманске девојке из разних заточеничких центара и држали их као сексуалне робиње.
Радомир Ковач, којег је такође осудио Хашки трибунал, држао је у свом стану четири бошњачке муслиманке, сексуално их злостављајући и више пута силујући. Ковач би такође позивао пријатеље у свој дом и дозвољавао им да силују девојке. Ковач је продао и три девојке; пре него што их је продао, две девојчице је дао другим српским војницима који су их групно силовали више од три недеље. Девојке су потом враћене Ковачу, који је једну одмах продао, а другу поклонио свом пријатељу. Ковач је за своје злочине осуђен на 20 година затвора. Силовао је 12-годишњакињу и потом је продао од када јој се губи сваки траг.